# Thuriferar

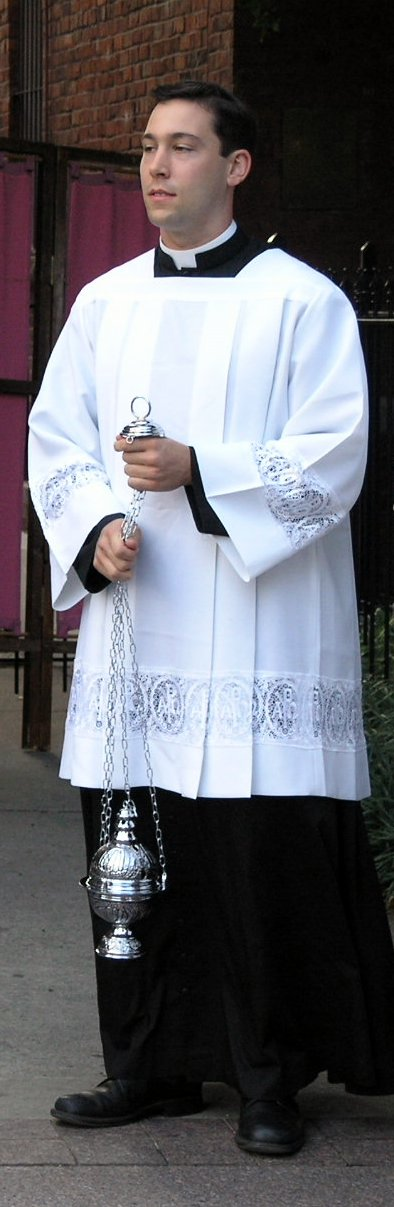
Thuriferar

Der Thuriferar oder Thurifer (von griech. θύος thýos „Räucherwerk, Rauchopfer“, lat. tus (auch thus) „Weihrauch“ und ferre „tragen“) ist in der katholischen Liturgie ein Ministrant, der ein mit Weihrauch und Kohle gefülltes Rauchfass trägt. Für das 13. Jahrhundert ist auch der Ausdruck turibularius (von lat. turibulum oder thuribulum „Räucherbehälter, Weihrauchfass“) belegt.
Der Thuriferar reicht dieses dem Priester oder Diakon zur Inzens oder inzensiert auch selbst den Zelebranten, die Konzelebranten, die Gemeinde und auch die eucharistischen Gaben  während des Hochgebets. Der Thuriferar wird oft von einem Navikular begleitet, der das Weihrauchschiffchen trägt und anreicht. In der Prozessionsordnung gehen beide üblicherweise am Beginn der Prozession vor dem Prozessionskreuz oder – bei eucharistischen Prozessionen – unmittelbar vor dem Allerheiligsten.
Ein Thuriferar wird vor allem in feierlich gestalteten Gottesdiensten eingesetzt, meist im Hochamt, an den Hochfesten, bei eucharistischen Prozessionen, bei der kirchlichen Begräbnisfeier oder im feierlichen Stundengebet, vor allem bei der Vesper. Da der Dienst des Thuriferars anspruchsvoll ist, wird dieser meist von älteren und erfahreneren Ministranten verrichtet.
Folgende Dienste versehen Thuriferar und Navikular bei der Heiligen Messe:
- Einzugsprozession
- Altarinzens zur Eröffnung
- Evangeliumsprozession und Inzens des Evangeliars durch den Diakon oder Priester
- Inzens der Gaben und des Altars bei der Gabenbereitung
- Inzens des Hauptzelebranten, der Konzelebranten und der Gläubigen
- Inzens des Allerheiligsten beim Hochgebet
- Auszugsprozession

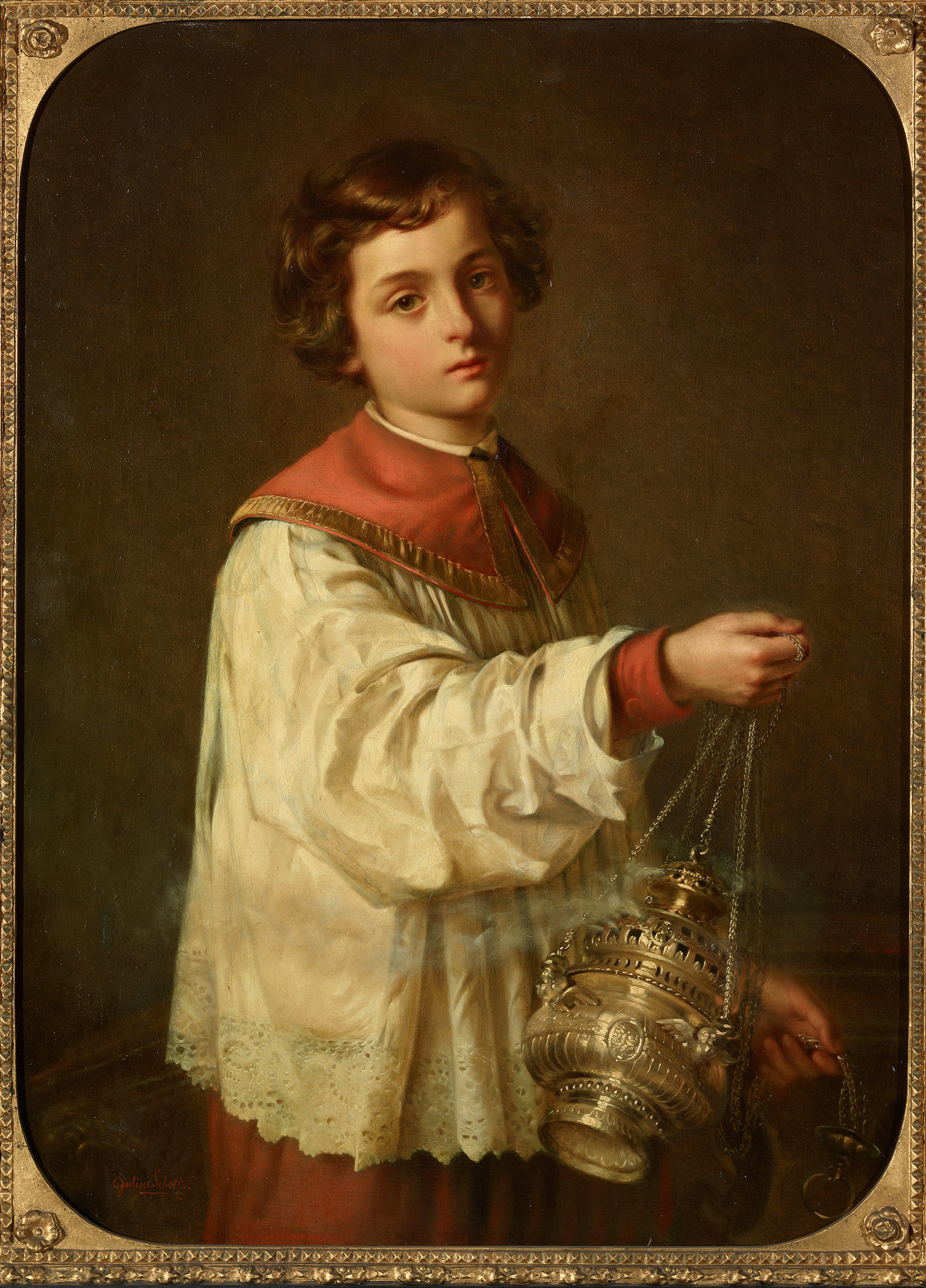
Thuriferar auf einem Gemälde von 1854
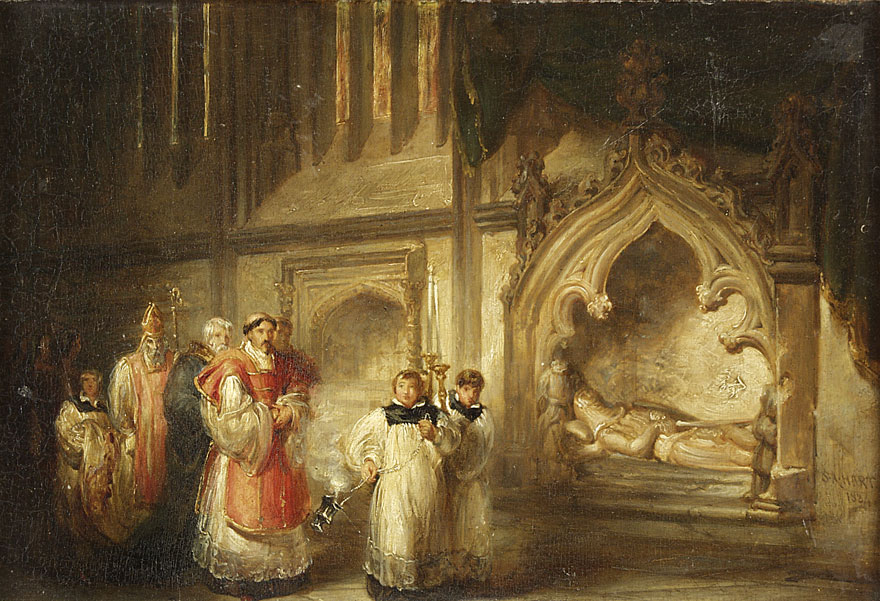
Thuriferare der anglikanischen Kirche (Kathedrale von Exeter)